# Milaan-Turijn 1919
De twaalfde editie van de wielerwedstrijd Milaan-Turijn vond plaats op zondag 13 april 1919. De wedstrijd startte in Milaan en finishte 254 kilometer later in Turijn. 
De Italiaan Costante Girardengo won voor de derde maal in de wedstrijd.

## Uitslag
| Plaats  | Naam                | Ploeg           | Tijd     |
| ------- | ------------------- | --------------- | -------- |
| Winnaar | Costante Girardengo | Stucchi-Dunlop  | 8u39'04" |
| 2       | Giuseppe Oliveri    | Stucchi-Dunlop  | z.t.     |
| 3       | Giuseppe Azzini     | Legnano-Pirelli | z.t.     |
| 4       | Gaetano Belloni     | Bianchi-Pirelli | z.t.     |
| 5       | Angelo Gremo        | Stucchi-Dunlop  | z.t.     |
| 6       | Alois Verstraeten   | Bianchi-Pirelli | z.t.     |
| 7       | Arturo Ferrario     | Stucchi-Dunlop  | +1'48"   |
| 8       | Giuseppe Pifferi    | Verdi           | z.t.     |
| 9       | Ugo Agostoni        | Bianchi-Pirelli | z.t.     |
| 10      | Marcel Buysse       | Bianchi-Pirelli | z.t.     |

1876 · 1877 - 1892 · 1893 · 1894 · 1895 · 1896  · 1897 - 1902   · 1903 · 1904 · 1905 · 1906 - 1910 · 1911 · 1912 · 1913 · 1914 · 1915 · 1916 · 1917 · 1918 · 1919 · 1920 · 1921 · 1922 · 1923 · 1924 · 1925 · 1926 - 1930 · 1931 · 1932 · 1933 · 1934 · 1935 · 1936 · 1937 · 1938 · 1939 · 1940 · 1941 · 1942 · 1943 · 1944 · 1945 · 1946 · 1947 · 1948 · 1949 · 1950 · 1951 · 1952 · 1953 · 1954 · 1955 · 1956 · 1957 · 1958 · 1959 · 1960 · 1961 · 1962 · 1963 · 1964 · 1965 · 1966 · 1967 · 1968 · 1969 · 1970 · 1971 · 1972 · 1973 · 1974 · 1975 · 1976 · 1977 · 1978 · 1979 · 1980 · 1981 · 1982 · 1983 · 1984 · 1985 · 1986 · 1987 · 1988 · 1989 · 1990 · 1991 · 1992 · 1993 · 1994 · 1995 · 1996 · 1997 · 1998 · 1999 · 2000 · 2001 · 2002 · 2003 · 2004 · 2005 · 2006 · 2007 · 2008 · 2009 · 2010 · 2011 · 2012 · 2013 · 2014 · 2015 · 2016 · 2017 · 2018 · 2019 · 2020 · 2021 · 2022 · 2023 · 2024 · 2025